# Xã Springfield, Quận Delaware, Pennsylvania
Xã Springfield (tiếng Anh: Springfield Township) là một xã thuộc quận Delaware, tiểu bang Pennsylvania, Hoa Kỳ. Năm 2010, dân số của xã này là 24.211 người.